# Il re di denari/Piano piano dolce dolce
Re di denari/Piano piano dolce dolce è un singolo di Nada pubblicato dalla  RCA Italiana nel 1972.
Il lato A ha partecipato al Festival di Sanremo 1972 e a Canzonissima 1972. In copertina il titolo è riportato come Il re di denari, ma nell'etichetta l'articolo è assente. Il titolo depositato in SIAE è senza articolo.
Il lato B è un brano inciso in quegli stessi anni anche dal suo compagno di  scuderia Peppino di Capri.

## Tracce
Lato A
- Re di denari – 2:33

Lato B
- Piano piano dolce dolce – 3:05